# Théodore de Montpellier

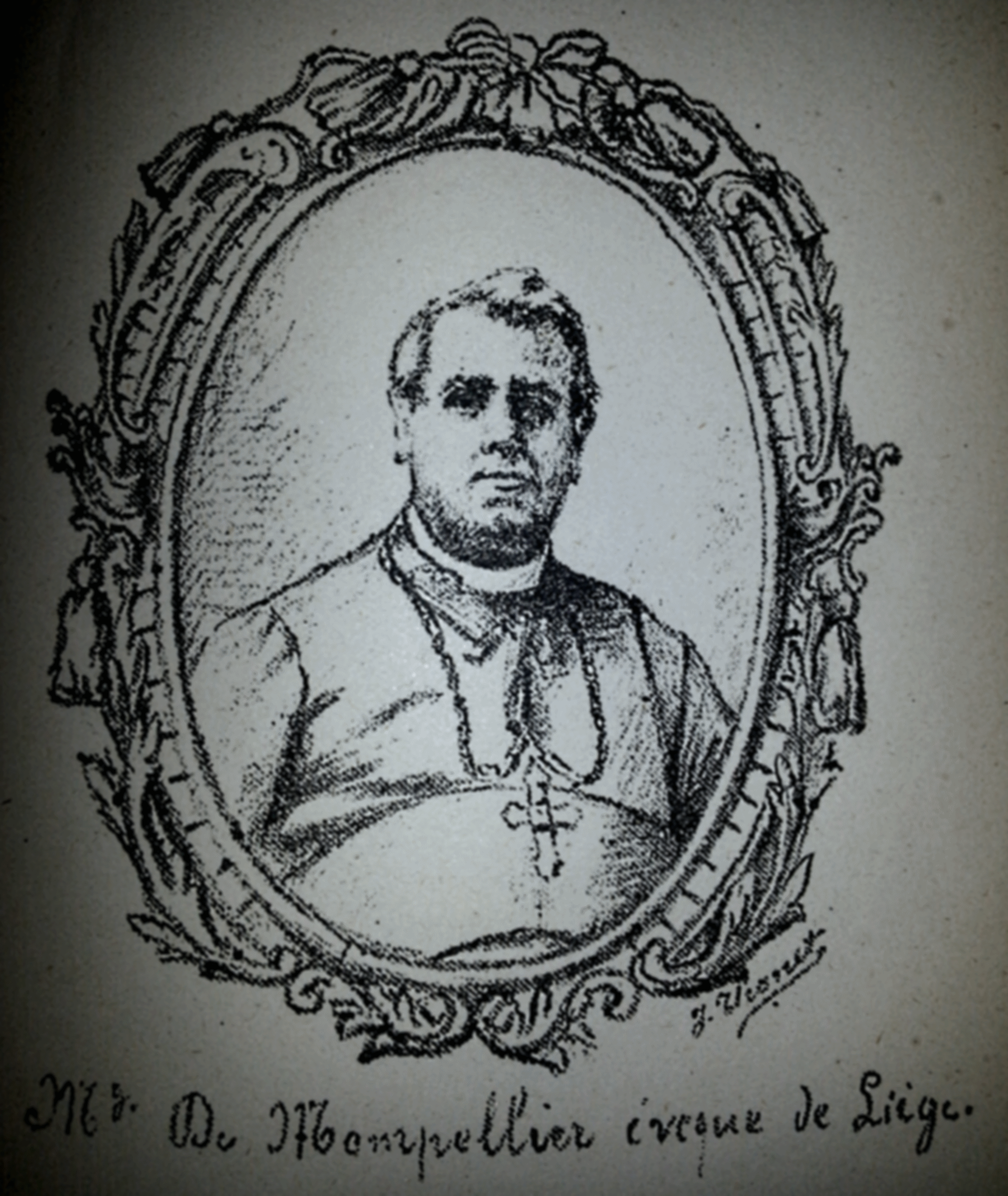
Bischof Théodore de Montpellier (nach 1852)

Théodore Alexis Joseph de Montpellier (* 24. Mai 1807 in Vedrin bei Namur; † 24. August 1879) war ein belgischer Geistlicher und von 1852 bis 1879 römisch-katholischer Bischof von Lüttich.

## Leben
Théodore de Montpellier empfing am 7. September 1833 das Sakrament der Priesterweihe.
Papst Pius IX. ernannte ihn am 27. September 1852 zum Bischof von Lüttich. Der Erzbischof von Mecheln, Kardinal Engelbert Sterckx, spendete ihm am 7. November desselben Jahres die Bischofsweihe. Mitkonsekratoren waren der Bischof von Namur, Nicolas-Joseph Dehesselle, und der Bischof von Brügge, Jean-Baptist Malou.
Er nahm am Ersten Vatikanischen Konzil als Konzilsvater teil.